# Cheiromoniliophora
Cheiromoniliophora is een monotypisch geslacht van schimmels uit de Dictyosporiaceae Dictyosporiaceae. De typesoort is Cheiromoniliophora elegans, maar deze soort is later heringedeeld als Pseudodictyosporium elegans. Het geslacht bevat alleen Cheiromoniliophora gracilis.